# Джагга

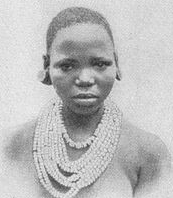
Женщина вачжагга. Фото XIX века

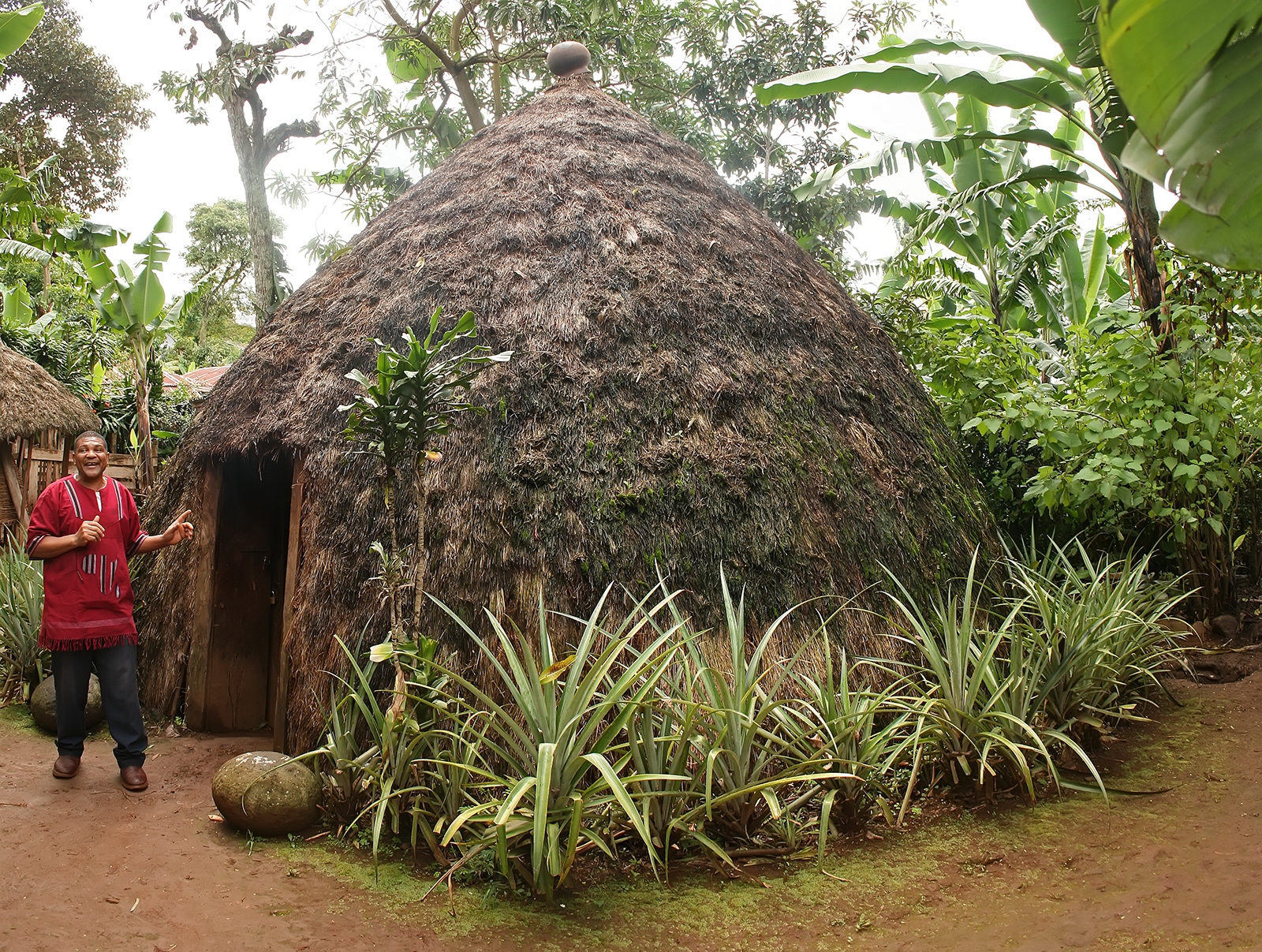
Традиционное жилище Джагга

Джа́гга (чага, чагга, вачагга) — народ группы банту на северо-востоке Танзании. Живут в окрестностях Килиманджаро. Включают родственные этнические группы собственно джагга (язык кичагга), мочи, мачамбе (машами), меру (руо, язык руа), вунджо, ромбо (усери), руша, кахе, гвено. Численность — 1,8 млн человек (2006, оценка). Говорят на близких языках группы чага (Е60) языков банту; для большинства их в XX веке созданы письменности. Распространены также суахили и английский язык. Верующие в основном христиане (главным образом католики), есть мусульмане-сунниты.
Предки джагга во 2-й четверти — середине 2-го тысячелетия переселились к Килиманджаро с юга — из района гор Паре, ассимилировав местное кушитское население.
Традиционная культура, типичная для бантуязычных народов Восточной Африки, испытала влияние кушитов (употребление свежей крови и др.) и нилотов. Занимаются в основном ручным террасным земледелием (бананы, просо, ямс) и скотоводством. Бананы считаются мужской, молоко, ямс — женской пищей. Из бананов и проса приготовляют пиво (мбеге). С конца XIX века стали выращивать кофе. Часть живёт в городах (Аруша, Дар-эс-Салам), заняты в бизнесе, работают служащими, учителями. Развиты резьба по дереву (посуда, щиты), кузнечество (железо получали также у соседей-паре).
Традиционная одежда — несшитая из коровьей шкуры, жилище — шлемовидной формы, крытое травой. Общины управлялись вождями (манги), в начале XX века, объединёнными под властью верховного вождя (манги мкуу), титул которых сохраняется у современных джагга. Счёт родства патрилинейный. До начала XX века практиковались мужские (нгаси) и женские (шиджа) инициации, сопровождавшиеся обрезанием. Традиционные верования — культ предков, верховного бога Солнца (Рува) и др. Известны мифы, исторические легенды, песни.
Основные музыкальные инструменты — флейты и барабаны.